# ابوبکر کرگبو
ابوبکر کرگبو (انگلیسی: Abu-Bakarr Kargbo؛ زادهٔ ۲۱ دسامبر ۱۹۹۲) بازیکن فوتبال اهل آلمان است.
وی همچنین در تیم‌های ملی فوتبال جوانان آلمان، و جوانان آلمان، و جوانان آلمان، و جوانان آلمان، و جوانان آلمان، و سیرالئون بازی کرده‌است.